# Eselborn
Eselborn (en luxemburguès: Eeselbur) és una vila i centre administratiu de la comuna de Clervaux del districte de Diekirch al cantó de Clervaux. Està a uns 51 km de distància de la ciutat de Luxemburg.